# Jehú
Jehú (hebreo: יהוּא, Yēhū(a), "Yahw es él"; acadio: 𒅀𒌑𒀀  [ia-ú-a], griego: Ιου Iou / Ιηου Ieou, latín: Jehu)  fue el decimotercer rey de Israel, el cual gobernó durante el 841-814 a. C.
Según la Biblia, Jehú fue el undécimo soberano del Reino de Israel, con un reinado de 28 años, y fundando la dinastía más duradera del Reino del Norte. Inició su carrera militar en el ejército del rey Ajab (Acab), para luego convertirse en general del rey Joram. Mientras sitiaba la ciudad de Ramot de Galaad que estaba en posesión de los arameos de Damasco, fue ungido como rey de Israel y se le encargó la misión de eliminar la descendencia de Acab y de Ocozías de Judá, y de tomar el trono de Israel, según la profecía de Elías, quien había profetizado como reyes de Siria e Israel a Hazael y Jehú, respectivamente, y como su sucesor al profeta Eliseo.

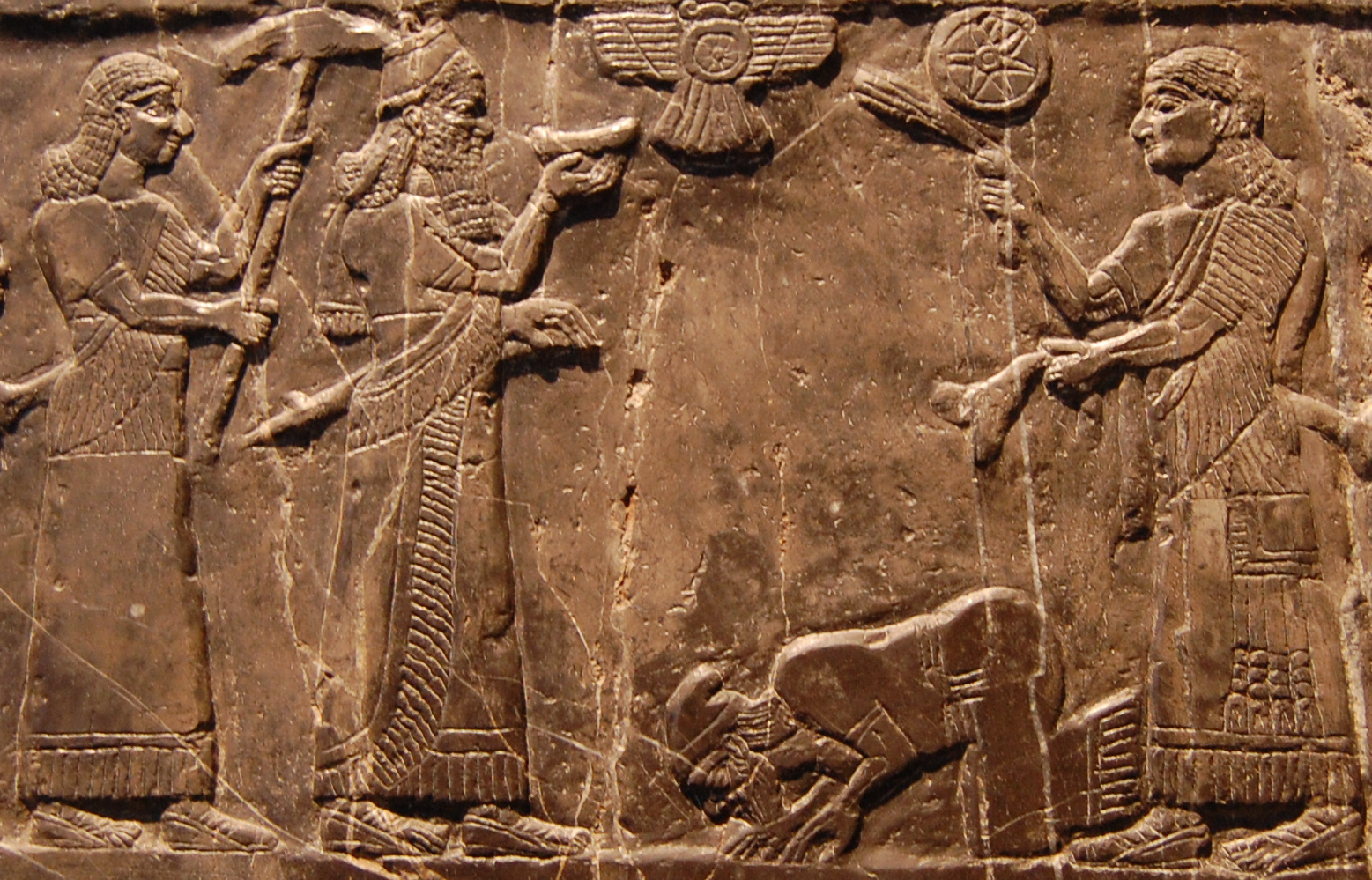
Representante del Reino de Israel, posiblemente un enviado de Jehú rinde tributo ante el rey asirio Salmanasar. Detalle del segundo registro del Obelisco Negro, 841 a. C.. La inscripción cuneiforme asiria expresa: "El tributo de Iaúa hu-Umri (Jehú, hijo de Omrí)",

Durante su reinado tuvo que soportar la presión aramea y asiria en el Este. La Biblia atribuye sus fracasos militares a su falta de fe al conservar el culto a los becerros de oro instaurados por Jeroboam I.

## Primeros años
Se han descubierto en el sitio arqueológico de Tel Rehov referencias a la familia de Nimshi, un antecesor de Jehú. Por ello, los arqueólogos Shmuel Aḥituv y Amihai Mazar han sugerido que Jehú provenía de un clan puesto a nombre de su antecesor, el cual constituía una prominente familia de élite en la región.
Cuando el rey Joram de Israel abandonó el frente en Ramot de Galaad, debido a las heridas que sufrió, dejó a Jehú al mando del ejército israelita, el cual conseguiría finalmente recuperar dicha ciudad. Esto lo volvió popular entre sus tropas, ganándose su afecto y apoyo, por lo cual no le costó mucho convencer a los demás generales que lo apoyaran en su rebelión contra la casa real de Omrí. Fue rápidamente aclamado rey de Israel.

## Golpe de Estado y ascenso al poder
Inmediatamente viajó a Jezreel con sus tropas, al encuentro de Joram, y su sobrino, el rey Ocozías de Judá, quien se hallaba en la ciudad en muestra de apoyo a Joram. Tras varios intentos fallidos de Joram de comunicarse con Jehú mientras este se acercaba (debido a que los atalayas desertaban al bando de Jehú), el mismo Joram avanzó sin sospechas a recibir a Jehú. Al encontrarlo e intentar saludarlo al lema de "¿Hay paz Jehú?", fue bruscamente rechazado por este diciendo: "¿Qué tienes que ver tú con la paz después de las prostituciones de tu madre?"
En ese momento Joram se dio cuenta del complot en su contra, e intentó escapar, siendo asesinado a manos del mismo Jehú antes de lograr ponerse a salvo, aunque al menos pudo avisar del golpe a Ocozías de Judá, quien pudo escapar hasta Meguido, donde fue muerto por las tropas de Jehú que lo habían perseguido.

## Purga
Según el relato bíblico Jehú se dispuso prontamente a acabar con toda la casa de Ajab para así consolidarse en el trono, empezando por la reina madre Jezabel, quien al verlo le insultó comparándole con el usurpador Zimri, por lo que Jehú, enojado, desafió a los eunucos que se encontraban con ella para que la echaran abajo desde la ventana. Luego Jehú entró victorioso al palacio real y después de comer ordenó enterrar el cadáver de Jezabel, pero ya no quedaba nada de este, ya que los perros y las aves del campo se habían comido su carne, conforme a la palabra de Eliseo. Luego mató al resto de hijos de Ajab y a todos los parientes de Ocozías de Judá que pudo encontrar. 
Mediante engaño fingió ser un devoto adorador de Baal invitando a todos los adoradores y profetas de Baal a su templo para asesinarlos. Se reunieron de todo el país atiborrando el templo. Una vez ahí les distribuyeron ropas blancas para identificarlos y se aseguraron de que no hubiera ningún adorador de Yahveh, y cerrando las puertas ordenó a los verdugos asesinarlos a todos.
Pero, a pesar de dejar establecida su posición Jehú tuvo que enfrentar el rey sirio Hazael, quien aprovechó el cambio de gobierno para iniciar la invasión de Israel y Judá. Jehú apeló a la ayuda del rey asirio Salmanasar III, aceptando convertirse en vasallo de este y pagarle tributo. No obstante, luego de la muerte de Salmanasar, le siguieron varios reyes débiles, lo cual le permitió a Hazael volver a invadir Israel, conquistando todos los territorios al este del Jordán.
Jehú fue sucedido por su hijo Joacaz de Israel.

## Inscripción asiria

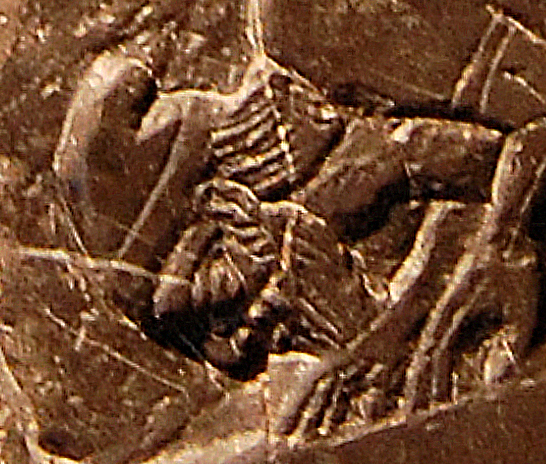
Jehu en un grabado asirio

En el Obelisco Negro del Museo Británico fue representado, entre otros, un emisario israelita llamado Ia-ú-a  hu-Um-ri (Jehú, hijo de Omrí), quien ofrece tributo postrado ante el rey asirio Salmanasar III; se trataría de un enviado del antiguo Reino de Israel o posiblemente Jehú mismo, cosa que confirma la noción de que el Reino del Norte había dejado de ser un estado soberano.
En 1850, Henry Rawlinson identificó al "Ia-ú-a" postrado ante del rey asirio con el rey bíblico conocido como Jehú. Sin embargo, un año más tarde tal identificación fue cuestionada por el clérigo y asirólogo Edward Hincks, quien relacionó a dicha figura con Oseas, el último monarca del Reino de Israel, argumentando que, de lo contrario, la conquista de Asiria sobre Israel se adelantaría en 160 años a lo señalado en la Biblia. Actualmente, sin embargo, prevalece la opinión de que la inscripción innegablemente menciona a "Jehú hijo de Omrí". Existe una considerable disparidad entre lo que narran las inscripciones cuneiformes del Obelisco Negro y lo que expresa el relato bíblico, pues Jehú no fue un hijo de Omrí.